# Bang! (애프터스쿨의 노래)
〈Bang!〉은 대한민국의 걸 그룹 애프터스쿨의 노래이다. 한국에서 2010년 3월 25일 로엔 엔터테인먼트를 통해 두 번째 싱글로 발매되었고, 2011년 8월 17일에는 일본에서 데뷔 싱글이자 첫 싱글로 발매되었다. 이 시기 새 멤버 리지를 영입했고, 리지가 영입된 후 첫 앨범이다. 애프터스쿨은 이 앨범에서 가희가 직접 구상한 고적대 컨셉으로 활동했고, B 사이드 "Let's Do It!"에서는 드럼 퍼포먼스를 선보였다. 한편, 독일의 안무가가 자신의 유튜브 동영상을 참고해 애프터스쿨이 자신 안무의 일부를 훔쳤다며 표절 의혹을 받았다.
"Baag!"이 발매되자 실시간 차트를 휩쓸며 좋은 반응을 얻었지만, 컴백 무대 첫 주 천안함 침몰 사건이 일어나 한 달 간 음악 방송 활동을 하지 못했다. "Bang!"은 가온 디지털 종합차트 2위까지 진입했고, "Bang!"은 2010년까지 16,000만 장의 판매고를 올렸다. 일본에서는 발매 당일 오리콘 데일리 싱글차트 6위에 올랐고, 첫 주 23,000만 장을 팔아치우며 오리콘 위클리 싱글차트 7위에 올랐다.
"Bang!"의 안무가 표절한 것이라는 의혹이 독일의 안무가인 '카밀로 로리첼라'가 유튜브에 동영상을 올리며 시작되었다. 애프터스쿨 측은 해당 안무를 미국의 안무가로부터 사 왔고, 안무팀이 자체 수정을 가하였다고 반박하였다.

## 제작 및 발매
"Bang!"은 2009년 9월 두 번째 싱글 "너 때문에"를 녹음하면서 같이 준비했지만 더욱 연습을 해 세 번째 싱글로 발표하였다. 애프터스쿨은 "Let's Do It!" 중의 드럼 퍼포먼스를 위해 3박 4일 동안 합숙 훈련을 했다. 고적대 컨셉은 멤버 가희가 직접 구상한 것으로 여러 과정을 통해 더욱 구체화 된 것이다. 또한 커플링 곡 "With U"는 가희가 직접 작사한 곡이다.
새 멤버 리지가 영입된 후 발표한 첫 곡으로서 리지가 공개된 당시 많은 관심을 받으며 실시간 검색어 순위 1위까지 올라갔고, 자켓 사진을 공개하였을 때 고적대 컨셉으로 눈길을 끌었다.

## 차트 성적
"Bang!"은 가온 디지털 종합차트 최고 2위까지 진입했다. 2010년 연말 가온 디지털 종합차트에서는 29위에 올랐다. 이후 2011년 8월 17일 일본 오리콘 데일리 싱글차트 6위에 올랐다. 이 싱글 앨범은 한국에서 2010년까지 16,000만 장의 판매고를 올리고있다.
일본에서 발매된지 첫 주 만에 23,760만 장의 판매고를 올리며 오리콘 위클리차트 7위에 올랐다. 이는 한국 걸 그룹의 데뷔 싱글 첫 주 판매량으로는 세 번째로 높은 판매량이다(소녀시대, 카라 이후). 그러나, 둘째 주에 6365장이 팔리며 20위로 하락했다. "Bang!"은 8월 동안 30,113만 장을 팔아치우면면서 2011년 8월 오리콘 월간 차트 21위에 올랐다. 셋째 주에는 2769장이 팔리면서 34위를 기록했고, 넷째 주에는 2988장을 팔아 34위를 기록했다. 다섯째주에는 1624장을 팔아 42위로 떨어졌고, 총판 37,000만 장을 넘었다.

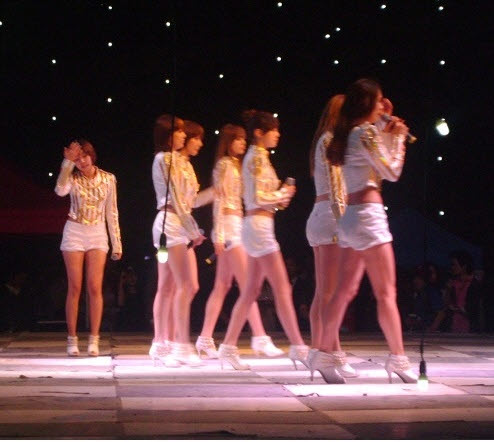
홍익대학교 축제 때 초대 가수로서 "Bang!"을 공연하는 모습.

## 프로모션
2010년 3월 26일 《뮤직뱅크》에서 처음으로 "Bang!"과 "Let's Do It!"을 공연하며 컴백했다. 그러나, 컴백 첫 주 천안함 침몰 사건으로 인해 한 달간 활동을 못 하면서 제대로 된 활동을 못 하게 되었고, 이로 인해 같은 소속사에서 컴백을 준비 중이던 손담비가 컴백을 미루며 "Bang!" 활동을 연장했다. 2010년 4월 30일 《뮤직뱅크》부터 다시 활동을 시작했으나, 멤버 유이가 드라마 촬영을 위해 초반에만 함께했고, 대부분 무대에서 7인조로 활동을 했다. 2010년 5월 22일에는 서울월드컵경기장에서 열린 드림콘서트에서 화려한 줄무늬 스트라이프 의상을 입고 "Diva"와 "Bang!"을 불렀다. 이후 2010년 6월 5일 《뮤직뱅크》를 마지막으로 활동을 마쳤고, 8월 14일 MBC 《음악중심》속초 여름 특집 편에 출연했으나, 멤버 주연은 다리 부상으로 인해 무대에 함께하지 못했다.
애프터스쿨은 일본에 정식 데뷔를 하기 전, 2011년 7월 17일 쇼케이스 무대에서 "Bang!"을 선보였다. 2011년 8월 17일 일본에서 데뷔 싱글로 발매되고 나서는 니혼 TV의 《스키리》에 출연해 "Bang!"과 "Let’s do it"의 드럼 퍼포먼스를 선보이며 "환상의 퍼포먼스"라며 호평을 받았다. 2011년 10월 10일에는 후지 TV의 《헬로헬로헬로》에 출연해 "Bang"을 공연했다.

## 수록곡
| #  | 제목              | 작사   | 작곡                                     | 편곡           | 재생 시간 |
| -- | ----------------- | ------ | ---------------------------------------- | -------------- | --------- |
| 1. | 〈Let's Do It!〉  |        | 김태현, 김혜효                           | 김태현, 김혜효 | 1:21      |
| 2. | 〈Bang!〉         | 김희선 | 김태현                                   | 김태현         | 3:18      |
| 3. | 〈With U〉        | 가희   | Tony Roberth Malm, Fredrik Anders Christ | 서재하         | 3:51      |
| 4. | 〈Bang!〉 (Inst.) |        | 김태현                                   | 김태현         | 3:18      |

| #  | 제목                             | 재생 시간 |
| -- | -------------------------------- | --------- |
| 1. | 〈"Bang!"〉 (Japen Ver.)         |           |
| 2. | 〈"Super Sexy"〉                 | 3:33      |
| 3. | 〈"Bang!"〉 (Korea Ver.)         |           |
| 4. | 〈"Bang!"〉 (Japan Ver. (Inst.)) |           |
| 5. | 〈"Super Sexy"〉 (Inst.)         |           |

## 차트
| 차트(2010-11)               | Bang! | With U |
| --------------------------- | ----- | ------ |
| 가온 디지털 차트            | 2     | 71     |
| 가온 온라인 차트            | 2     | 71     |
| 가온 모바일                 | 2     | -      |
| 가온 음반 차트              | 2     | -      |
| KBS 뮤직뱅크 K-차트         | 5     | -      |
| 일본 오리콘 데일리 싱글차트 | 6     | -      |
| 일본 오리콘 위클리 싱글차트 | 7     | -      |

| 차트(2010)           | Bang! |
| -------------------- | ----- |
| 가온 디지털 종합     | 29    |
| 가온 온라인 스트리밍 | 19    |
| 가온 온라인 다운로드 | 17    |

## 발매일
| 국가 | 포맷                | 일정            | 레이블            |
| ---- | ------------------- | --------------- | ----------------- |
| 한국 | CD, 디지털 다운로드 | 2010년 3월 15일 | 로엔 엔터테인먼트 |
| 일본 | CD, 디지털 다운로드 | 2011년 8월 17일 | 에이벡스 트랙스   |